# Tmesisternus florensis
Tmesisternus florensis är en skalbaggsart som beskrevs av Stefan von Breuning 1948. Tmesisternus florensis ingår i släktet Tmesisternus och familjen långhorningar. Inga underarter finns listade i Catalogue of Life.